# 軽大娘皇女
軽大娘皇女（かるのおおいらつめ、生没年不詳）は、古墳時代の皇族。

## 生涯
允恭天皇の皇女。母は皇后の忍坂大中姫命（忍坂大中津比売命）。
『古事記』によれば大変に美しい女性であったため、その美しさが衣を通してあらわれるようだ、という意味を込めて「衣通郎女」（または「衣通王」）と呼ばれた。
同母兄であった木梨軽皇子と情を通じ、それが原因となって允恭天皇の死後、木梨軽皇子は失脚、伊予国姫原へ流刑となる。軽大娘皇女はその後を追い、伊予の国で2人は自害して果てたという（衣通姫伝説）。
『日本書紀』においては2人の仲が発覚した直後の允恭天皇24年に軽大娘皇女本人だけが伊予姫原へ流されている。
また、同じ伊予国（現在の愛媛県四国中央市）の妻鳥(めんどり)には「東宮陵」＝東宮さんとも呼ばれる＝があり、軽皇子はこの妻鳥村に流罪となり、この場所に居を構え、松山市姫原に流罪された軽大娘皇女とは一度も逢うことなく、この地で果てた。との伝説が残る。
現在では愛媛県松山市姫原の軽之神社に軽皇子と共に祀られており、近くには兄妹の比翼塚が建てられている。